# 마르쿠스 벨레이우스 파테르쿨루스

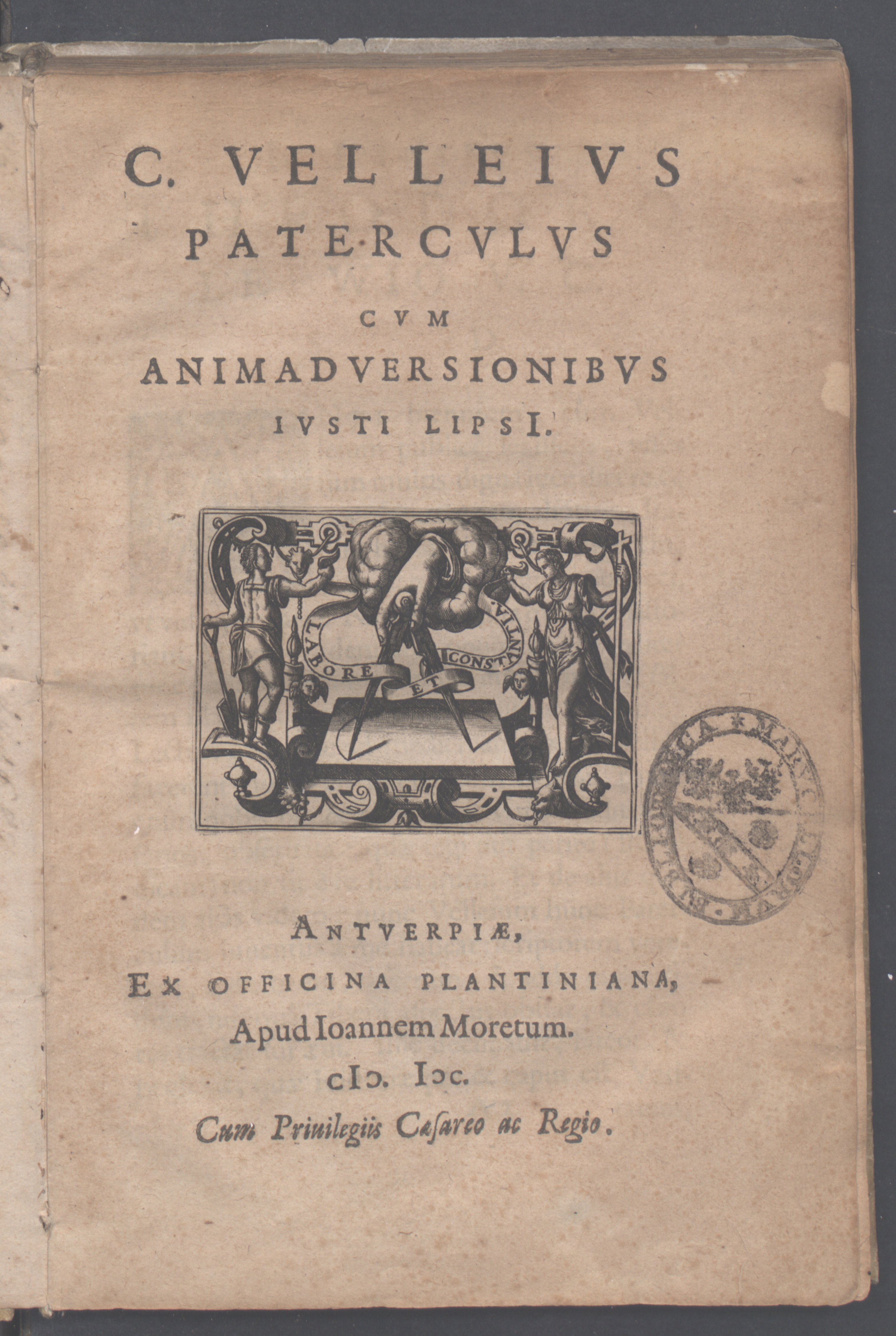
Historia romana, 1600

마르쿠스 벨레이우스 파테르쿨루스(Marcus Velleius Paterculus, 기원전 19년 – 서기 31년)는 벨레이우스(Velleius, /vɛˈliːəs, -ˈleɪəs/) 라고도 알려진 로마인 역사가이다. 그의 높은 수준의 수사적 기법으로 쓰인 저서 역사 《역사》(라틴어: Historiae)는 트로이 전쟁 이후부터 서기 29년 리비아의 죽음까지를 다루고 있다.

## 생애
파테르쿨루스는 기원전 19년에 이르피니아의 중심지인 아이클라눔에서 명문있는 캄파니아 가문에서 태어났을 것이다. 또한 그는 카푸아 출신일 것이다.
그는 젊은 나이에 군에 입대했으며, 군사 위원회로서 트라키아, 마케도니아, 그리스와 동방에서 근무를 했고, 서기 2세기에는 유프라테스에서 아우구스투스의 손자인 가이우스 카이사르와 파르티아의 국왕인 프라아테스 5세 사이에서의 면담을 주선하기도 하였다. 그뒤에 티베리우스 황제 통치하에서 게르마니아, 판노니아에서 기병 단장과 군단장(legatus)으로 8년을 근무했다.
그의 복무에 대한 대가로 서기 8년에 재무관이 되었고, 서기 15년에는 그의 형제와 함께 법무관 자리에 올랐다.